# Norwegian International 2007
Die Norwegian International 2007 im Badminton fanden vom 15. bis zum 18. November 2007 in Oslo statt.

## Sieger und Platzierte
| Disziplin    | Gold                                 | Silber                             | Bronze                                   |
| ------------ | ------------------------------------ | ---------------------------------- | ---------------------------------------- |
| Herreneinzel | Marc Zwiebler                        | Kasper Ødum                        | Kevin Cordón                             |
| Herreneinzel | Marc Zwiebler                        | Kasper Ødum                        | Rajiv Ouseph                             |
| Dameneinzel  | Juliane Schenk                       | Larisa Griga                       | Elizabeth Cann                           |
| Dameneinzel  | Juliane Schenk                       | Larisa Griga                       | Anu Nieminen                             |
| Herrendoppel | Howard Bach Khankham Malaythong      | Mikkel Delbo Larsen Jacob Chemnitz | Ingo Kindervater Kristof Hopp            |
| Herrendoppel | Howard Bach Khankham Malaythong      | Mikkel Delbo Larsen Jacob Chemnitz | Koen Ridder Ruud Bosch                   |
| Damendoppel  | Anastasia Russkikh Ekaterina Ananina | Valeria Sorokina Nina Vislova      | Line Damkjær Kruse Marie Røpke           |
| Damendoppel  | Anastasia Russkikh Ekaterina Ananina | Valeria Sorokina Nina Vislova      | Paulien van Dooremalen Rachel van Cutsen |
| Mixed        | Kristof Hopp Birgit Overzier         | Vitaliy Durkin Valeria Sorokina    | Howard Bach Eva Lee                      |
| Mixed        | Kristof Hopp Birgit Overzier         | Vitaliy Durkin Valeria Sorokina    | Alexandr Nikolaenko Nina Vislova         |